# Ciclofà
Un ciclofà és un compost químic orgànic que conté anell(s) o sistema(es) d’anells que tenen el nombre màxim de dobles enllaços no acumulats connectats per cadenes saturades i/o insaturades.
El mot «ciclofà» prové de l'anglès cyclophane, que és una contracció de cyclophenylene alkane. Fou proposat pels químics Donald J. Cram (1919–2001), Premi Nobel de Química del 1987, i H. Steinberg el 1951.

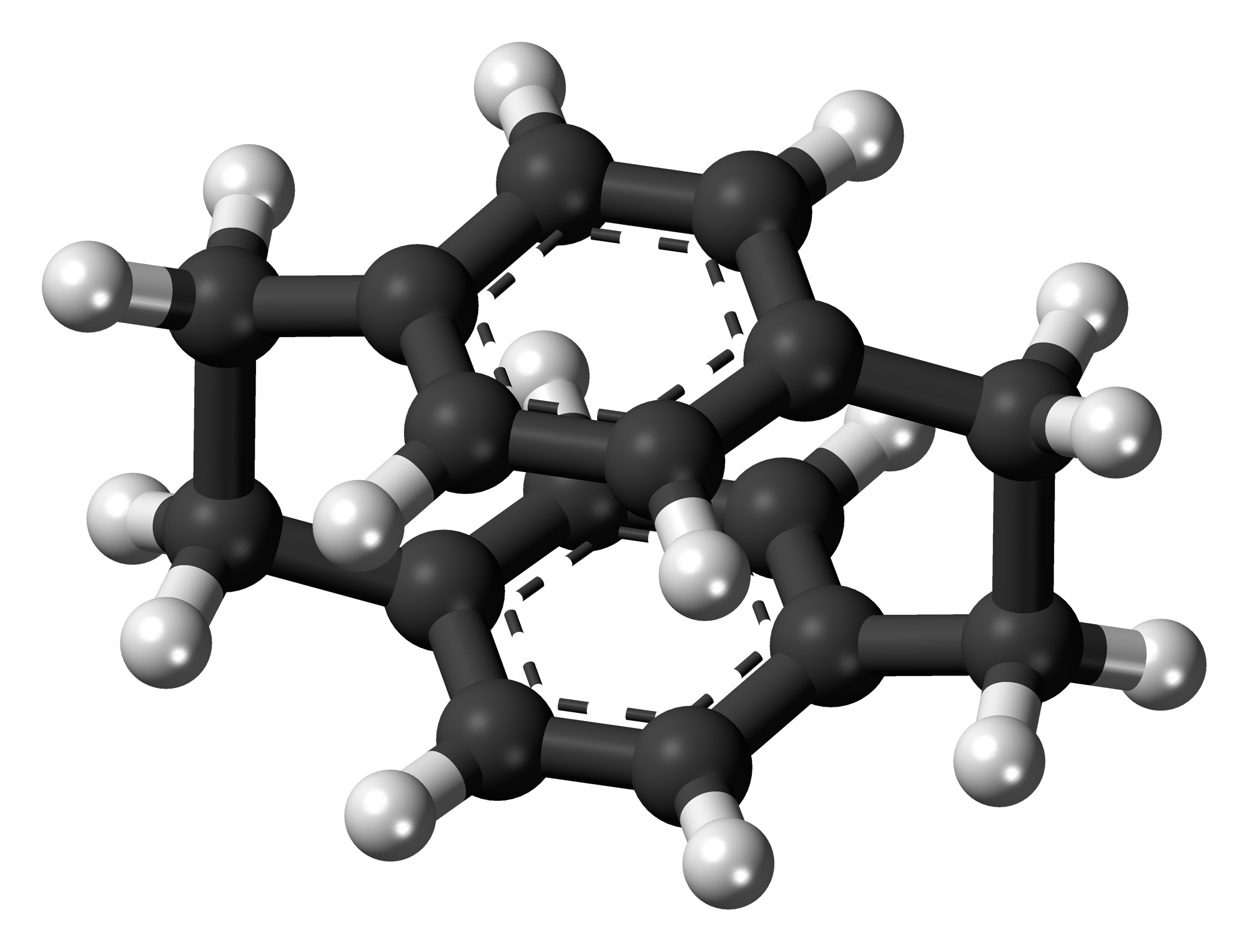
Paraciclofà.

Cram i Steinberg proposaren el nom de classe «paraciclofans» per a compostos en què hi ha dos anells de benzè subjectats rígidament en una orientació cara per cara per ponts de metilè {\displaystyle {\ce {-CH2 -}}}a les posicions para. El concepte fou sistematitzat posteriorment per B.H. Smith i ampliat a una gamma més àmplia d'elements estructurals per F. Vögtle i Neumann, que designaren com a "fa" cada molècula que contingui almenys un nucli aromàtic i almenys un pont d'n membres amb n > 0.
Els noms dels ciclofans es formen mitjançant l’operació de reemplaçar un àtom d’una estructura fonamental cíclica «fà» per una estructura cíclica.